# Lý Ứng
Lý Ứng (李应) có biệt hiệu là Phác Thiên Điêu 撲天雕 (diều hâu vút trời), là một trong 36 Thiên Cang Tinh trong tiểu thuyết Thủy Hử của Thi Nại Am,

## Thân thế
Lý Ứng sử dụng vũ khí kiếm và phi đao, cưỡi ngựa bắn cung môn nào cũng xuất sắc, tương truyền ông đeo năm cây phi dao sau lưng và có thể giết người cách trăm bước trong nháy mắt. Là một địa chủ giàu có, có tinh thần nghĩa hiệp tương thân tương ái "giang hồ". Tiêu biểu cho khí khái anh hùng xả thân vì chiến hữu. Là một trong 108 anh hùng Lương Sơn có võ nghệ giỏi nhất.

## Trận chiến ở Chúc gia trang
Dương Hùng, Thạch Tú và Thời Thiên trên đường tới Lương Sơn, đi qua núi Độc Long Cương và nghỉ tạm ở nhà trọ dưới chân núi. Thời Thiên bắt trộm con gà trong quán làm mồi nhậu, thì bị phát hiện. Cả ba đánh nhau với bọn người Chúc gia trang, chẳng may Thời Thiên bị bắt, Dương Hùng và Thạch Tú thì trốn thoát được. vì Dương Hùng có quen biết Đỗ Hưng, gia nô nhà Lý Ưng nên tới cầu cứu. Lý Ứng nhận lời, viết thư đưa sang Chúc gia trang xin thả người, chẳng ngờ Chúc Bưu (con trai út Chúc gia) không nể mặt thả người, mà còn xé thư và chửi mắng thậm tệ. Lý Ứng tức giận, điểm 300 quân sang đánh Chúc gia trang. Lý Ứng và Chúc Bưu đánh nhau hơn chục hiệp, bất ngờ Chúc Bưu bắn lén trúng tay phải của Lý Ứng khiến ông ngã ngựa, may nhờ có Thạch Tú và Dương Hùng liều mình tới cứu và đưa về Lý gia trang.

## Gia nhập Lương Sơn
Sau khi quân Lương Sơn tiêu diệt 2 nhà Chúc-Hổ, Tống Giang muốn mời Lý Ứng nhập hội, nên quân sư Ngô Dụng bày kế để một số Đầu lĩnh giả làm quan quân đến tróc nã nhà Lý Ứng. Trên đường, Tống Công Minh cùng một số Đầu lĩnh khác chặn đường đánh cướp, đưa Lý Ứng và Đỗ Hưng lên Lương Sơn. Khi mọi sự đã rồi, Lý Ứng đành phải nhập hội, và trở thành Đầu lĩnh quản lý quân lương của Lương Sơn.
Sau khi phân ngôi thứ, Lý Ứng ngồi ghế thứ 11, thuộc nhóm Thiên Cương Tinh, sao Thiên Phú, chức vụ quản lý quân lương.

## Về sau
Sau khi quân Lương Sơn Bạc đánh dẹp được cuộc khởi nghĩa Phương Lạp. Lý Ứng được bổ chức Đô thống chế ở phủ Trung Sơn được nửa năm, thì noi gương Sài Tiến dâng sớ cớ mắc bệnh phong thấp không đủ sức làm quan, xin nộp trả quan bằng trở về ở thôn Độc Long Cương làm ăn. Về sau trở nên giàu có, sống lâu.

## Trong Đãng Khấu Chí
Lý Ứng được giao nhiệm vụ trấn thủ Duyễn Châu, Trần Hy Chân dùng Chân Đại Nghĩa và Từ Hòa là nội gián, phá được Duyễn Châu giết 11 đầu lĩnh Lương Sơn. Lý Ứng bị vây đánh suýt chết, may nhờ Từ Hòe xin tha nên được thả về Lương Sơn.
Tại hồi 64, Lý Ứng và Hầu Kiện trấn thủ Hậu quan và các cảng nước phía sau Thủy bạc. Vân Thiên Bưu dùng thuyền trầm loa chia quân làm bảy lộ càng đánh vào Hậu quan và các cảng nước. Lý Ứng nghênh chiến thất bại, cố sức phá vây. Hầu Kiện thấy thế liền mờ cửa ra giúp, giao chiến với Văn Đạt, chưa được vài hiệp đã bị chém chết. Lý Ứng kịch chiến phá vây, nào ngờ Vân Thiên Bưu từ sau lao đến Lý Ứng quay lại đỡ không kịp, bị chém rơi đầu.